# ماكال هاركينز
ماكال هاركينز (بالإنجليزية: Macall Harkins)‏ مواليد 5 فبراير 1986 في الولايات المتحدة، هي لاعبة كرة مضرب أمريكية. أعلى تصنيف لها في الفردي كان المركز الـ 377 في سنة 2010. أعلى تصنيف لها في الزوجي كان المركز الـ 222 في سنة 2011.

## النهائيات

### الفردي: (3-0)
| الحصيلة | الرقم | التاريخ         | المكان                         | الأرضية | المنافس في النهائي  | النتيجة |
| ------- | ----- | --------------- | ------------------------------ | ------- | ------------------- | ------- |
| الفوز   | 1.    | أكتوبر 18, 2009 | مدينة مكسيكو، المكسيك          | صلبة    | باولا زابالا        | 7–5 6–4 |
| الفوز   | 2.    | مارس 14, 2010   | المكسيك                        | صلبة    | ماريا فرناندا ألفيس | 6–1 6–3 |
| الفوز   | 3.    | أغسطس 29, 2010  | ولاية سان لويس بوتوسي، المكسيك | صلبة    | ساشا كابيبالينا     | 6–1 6–4 |

## روابط خارجية
- ماكال هاركينز على موقع رابطة محترفات التنس (الإنجليزية)
- ماكال هاركينز على موقع الاتحاد الدولي لكرة المضرب (الإنجليزية)